# Gäddträsket (Överluleå socken, Norrbotten)
Gäddträsket är en sjö i Bodens kommun i Norrbotten och ingår i Alterälvens huvudavrinningsområde. Sjön har en area på 0,531 kvadratkilometer och ligger 120,9 meter över havet. Sjön avvattnas av vattendraget Alterälven.

## Delavrinningsområde
Gäddträsket ingår i det delavrinningsområde (731131-174026) som SMHI kallar för Utloppet av Gäddträsket. Medelhöjden är 148 meter över havet och ytan är 3,62 kvadratkilometer. Räknas de 6 avrinningsområdena uppströms in blir den ackumulerade arean 64,5 kvadratkilometer. Avrinningsområdets utflöde Alterälven mynnar i havet. Avrinningsområdet består mestadels av skog (74 procent). Avrinningsområdet har 0,53 kvadratkilometer vattenytor vilket ger det en sjöprocent på 14,6 procent.